# Trilaccus
Trilaccus is een geslacht van wantsen uit de familie van de Miridae (Blindwantsen). Het geslacht werd voor het eerst wetenschappelijk beschreven door Horváth in 1902.

## Soorten
Het genus bevat de volgende soorten:

- Trilaccus foveatus (Distant, 1904)
- Trilaccus marginatus (Distant, 1904)
- Trilaccus nigroruber Horváth, 1902
- Trilaccus perversus (Reuter, 1905)